# Egypten i olympiska sommarspelen 1952
Egypten deltog med 106 deltagare vid de olympiska sommarspelen 1952 i Helsingfors. Totalt vann de en bronsmedalj.

## Medaljer

### Brons
- Abdel Al-Rashid - Brottning, fjädervikt, grekisk-romersk.